# Allan Savory
Allan Savory (né le 15 septembre 1935 à Bulawayo en Rhodésie du Sud) est un écologue zimbabwéen qui s'est spécialisé dans les recherches visant à lutter contre la désertification par un pâturage raisonné. 
Il a co-fondé le Savory Institute après avoir développé et testé une méthode systémique de gestion holistique du pâturage et des ressources en sol, ayant comme objectif de restaurer les sols dégradés (sols sableux notamment). Pour cela, dans les zones en cours d'érosion — à condition de disposer d'eau pour le bétail — il prône des apports intenses mais brefs d'urine et d'excréments par des troupeaux denses soigneusement guidés par l'homme (dans un zonage programmé de parcelles à pâturer). Ces amendements faciliteront ensuite les cultures et/ou la repousse de graminées et d'autres plantes, de même qu'une bien meilleure rétention des eaux pluviales et de ruissellement (les torrents de boues redeviennent des cours d'eau plus réguliers et aux eaux claires). Le piétinage des animaux dans des enclos de stabulation nocturne met ces derniers à l'abri des prédateurs tout en favorisant le dépôt et le mélange au sol superficiel des excréments. Ce faisant, Savory explique imiter la nature telle qu'elle existe en Afrique semi-aride (et dans d'autres régions du monde), pour restaurer l'environnement. Selon lui, « seul le bétail peut inverser la désertification », un problème qui aggrave les effets du changement climatique et y contribue, phénomène qui est aussi source de poches de grande pauvreté, d'émigration, de violences, de terrorisme, etc. . Il estime que les prairies ont un potentiel de séquestration de carbone atmosphérique (puits de carbone) suffisant pour inverser la tendance de réchauffement climatique. Louées par les éleveurs de bétail, ses idées, apparemment paradoxales, sont en partie controversées ; elles sont suscité l'opposition d'universitaires et de certains commentateurs, à propos des preuves du niveau d'effets et de la portée de la méthode en termes de séquestration de carbone ou d'effets globaux contre l'érosion,,. 

## Biographie

### Formation
Savory est né en Rhodésie du Sud et a fait ses études à l'Université du Natal, obtenant un B.Sc. en biologie et botanique en 1955,.

### Carrière militaire
Lors de la Déclaration unilatérale d'indépendance de la Rhodésie (UDI en anglais) en 1965, Savory était (une partie de son temps) capitaine dans l'unité de l'armée territoriale de Rhodésie, le 4th Battalion Royal Rhodesia Regiment. 
Il s'est opposé discrètement à cette UDI, et il a continué à servir, formant une unité de suivi qui est devenue la Tracker Combat Unit (TCU). Plus tard, une partie de la TCU a rejoint les Selous Scouts (un régiment spécial de la Rhodesian Army (créée en 1973 et dissoute en 1980),. En 20 ans de service passés dans les forces de sécurité de Rhodésie, Allan Savory devient alors un expert reconnu de la lutte contre les guérilleros noirs qui combattent alors les gouvernements de la minorité blanche de Rhodésie.

## Engagement politique
En 1968, membre du Front rhodésien (le parti à l'origine de l'UDI), il est élu au Parlement où il représente la circonscription de Matobo (sud de Bulawayo). Il est à cette époque l'un des principaux architectes de la campagne visant à repousser par la force militaire les nationalistes noirs de Rhodésie et soutient le gouvernement et les politiques de Ian Smith au parlement rhodésien. En 1973, convaincu qu'il n'y a finalement pas d'issue militaire aux problèmes de la Rhodésie, que « la vague du nationalisme noir est trop forte pour être battue par les armes », il démissionne  du Front rhodésien pour protester contre la gestion de la guerre par le gouvernement dont il dénonce le idées réactionnaires et l'incompétence politique qui ne peut mener qu'à une défaite. Il fonde alors le Rhodesia Party, un parti homonyme à celui dirigé autrefois par Sir Roy Welensky. En juin 1973, Savory, outré par le racisme ambiant, déclare alors publiquement : « que si j'étais un guérillero, je prierais pour que mes adversaires me traitent de terroriste pour atteindre mes objectifs. Le gouvernement Smith a commis cette erreur et m'a attaqué à plusieurs reprises en tant qu'officier de l'armée et député pour avoir utilisé le nom de guérilla au lieu d'essayer de comprendre la forme de guerre à laquelle ils étaient confrontés. ». Bien qu'il ait exhorté les Rhodésiens blancs à comprendre pourquoi il s'exprimait ainsi et sa contestation de la politique menée par le gouvernement rhodésien, il est finalement plus tard exclu du Rhodésia party à cause de cette phrase. 
En 1977, des partis blancs modérés de centre gauche s'unissent pour mieux s'opposer à Ian Smith en un groupe dénommé National Unifying Force (NUF), dirigé par Savory lui-même. Ce parti NUF n'a remporté aucun siège aux élections de 1977. Savory est remplacé à la direction par Tim Gibbs (fils du dernier gouverneur de Rhodésie). Savory continue ensuite à combattre Ian Smith : il considère que ses méthodes ont étouffé toute opposition significative en Rhodésie et qu'il a édulcoré ses promesses visant à mettre fin à la discrimination raciale. Il conteste aussi l'accord interne de Salisbury passé entre Smith et les chefs noirs modérés comme l'évêque Abel Muzorewa, le considérant comme « une tentative irréaliste de préserver le contrôle des Blancs derrière une façade de gouvernement noir et en tant que telle, ne pouvant que conduire à une guerre civile accrue et à un bain de sang en Rhodésie. »,.
En 1979, toujours en conflit avec le gouvernement, Savory quitte la Rhodésie, s'auto-imposant l'exil pour poursuivre ses travaux scientifiques ailleurs. Il déclarera par la suite concernant sa vie politique « que les plus grands alliés de Mugabe étaient Ian Smith et ses généraux qui, tout en menant une "guerre contre les terroristes", assuraient la victoire politique de Mugabe et la fin de la démocratie pendant les années à venir ».

### Départ pour l'Amérique
Après avoir quitté le Zimbabwe-Rhodésie, Savory a travaillé aux îles Caïmans. Il y a introduit le pâturage raisonné holistiquement planifié, comme processus de gestion afin d'y inverser le phénomène de désertification des prairies, en planifiant soigneusement les mouvements de troupeaux denses de bétail, afin d'imiter ceux observés dans la nature, en veillant à toujours laisser assez de temps pour que les plantes se rétablissent complètement avant de re-pâturer un même site.
Savory immigre ensuite aux États-Unis où, en 1984, avec son épouse (Jody Butterfield), il fonde le Center for Holistic Management (qui sera ensuite rebaptisé Savory Center puis Holistic Management International (HMI). 
En 1992 Savory, Butterfield et le philanthrope Sam Brown créent un Centre africain pour la gestion holistique. Ce centre, basé au Zimbabwe, dispose de 2 520 hectares (6 200 acres) de terres offerts par Savory au profit du peuple africain comme site d'expérimentation, d'apprentissage et de formation pour la gestion holistique.
En 2009, Savory quitte le HMI et crée le Savory Institute.

## Carrière scientifique
Allan Savory a commencé sa carrière en tant que biologiste en 1955, dans l'ex-Rhodésie du Nord (puis en Rhodésie du Sud), sur des réserves naturelles se trouvant aujourd'hui en Zambie. Il y conduisait des travaux de conservation de la nature pour le compte du British National Service (où il servait dans le service colonial, en tant qu'officier provincial de chasse). Il cherchait à comprendre pourquoi certains sols devenaient rapidement arides et perdaient leur végétation. Selon lui il a ensuite été scientifique indépendant et consultant international.
Sur ces bases, Allan Savory, jusqu'en 1969 s'est conformé aux thèses scientifiques dominantes à l'époque, qui rendaient généralement le pâturage ou plus exactement le surpâturage, responsable de la désertification par surexploitation de la strate herbacée, parfois aggravée par l'écobuage. Comme d'autres, il a plaidé pour que l'on diminue la pression des grands herbivores. Il a notamment rédigé une note au gouvernement, proposant de tuer 40 000 des éléphants vivant en Rhodésie. Après avoir été selon lui, validées par un comité de scientifiques, ses recherches ont justifié que quarante mille éléphants soient effectivement abattus par le gouvernement. Mais cet abattage massif a eu un effet contraire à celui espéré, les terres concernées devenant encore plus arides et à un rythme plus élevé qu'avant, jusqu'à perdre presque toute leur végétation.
Allan Savory a amèrement regretté ce plaidoyer pour le massacre finalement inutile et contreproductif de milliers d'éléphants. Il l'a qualifié comme étant « la plus triste et la plus grande erreur de sa vie »,. Il a finalement conclu de ses retours d'expérience que dans de bonnes conditions, le broutage et le pâturage par des herbivores, notamment de la grande faune sauvage, au lieu de contribuer à la désertification comme on le pensait généralement, pourrait au contraire, à certaines conditions, être un facteur limitant l'érosion et dégradation des sols. 
Selon lui, en effet, en Afrique où vivent encore de grands prédateurs, pour mieux se défendre contre la prédation, les troupeaux sauvages sont contraints de vivre en groupe denses et multi-espèces, et d'autre part de régulièrement se déplacer (ce qui limite le risque de surpâturage). Ainsi, quand ils pâturent et que leurs groupes se déplacent vers des zones plus clémentes en saison sèche, ils urinent, défèquent et piétinent le sol tout en l'enrichissant, jouant à moyen et long terme un rôle non négligeable dans l'entretien de la réserve en eau facilement utilisable (RFU, exprimée en mm) des sols, permettant après le passage des herbivores à la végétation de se réimplanter, de croître et de fixer et protéger les sols. Avec son épouse Jody Butterfield, il a théorisé ces idées dans un livre intitulé Holistic Management: A New Decision Making Framework.

### Lutte contre la désertification
Allan Savory, outre par ses observations de terrain, a aussi été influencé par l'agronome français André Voisin. Comme ce dernier, Savory estime que le surpâturage résulte non pas de la pression d'un trop grand nombre d'animaux dans une zone donnée, mais d'une durée excessive d'exposition des plantes au broutage par ces animaux,. 
Savory a fait connaitre son hypothèse du grand-public lors d'une conférence TED qu'un pâturage dense mais contrôlé d'animaux sur des terres en voie de désertification est le meilleur moyen, à la fois écologique et économique, de lutter contre l'érosion des sols et les pratiques d'écobuage. Selon ce modèle de gestion, l'action des troupeaux d'animaux protégés des grands prédateurs et gérés de manière à les déplacer de parcelle en parcelle permet d'amender le sol et ainsi augmenter la rétention d'eau, formant ainsi un climat plus propice au développement de végétation sur ces terres. Des voix se sont élevées pour critiquer cette théorie,.

### Promotion de la restauration et gestion holistique de sols par le pâturage
À partir de 2013, Savory et son épouse Butterfield passent beaucoup de temps pour défendre et faire connaitre leurs travaux et résultats. 
Un moment important pour cela sera un TED Talk de 2013, intitulé « Comment reverdir le désert et inverser le changement climatique ». Dans cette conférence TED vue des millions de fois, Savory affirme que sa méthode de gestion holistique permettrait de réduire les niveaux de dioxyde de carbone en deçà du niveau pré-industriel en 40 ans via la séquestration du carbone : « Il n'y a qu'une seule option, je vous le répète, une seule option laissée aux climatologues et aux scientifiques, et c'est de faire l'impensable, et d'utiliser le bétail, groupé et en mouvement, comme proxy pour les anciens troupeaux et prédateurs, et imiter la nature. Il n'y a pas d'autre alternative pour la survie de l'humanité ».
Savory préconise l'utilisation des hautes technologies pour développer des sources d'énergie alternatives et pour réduire ou éliminer les émissions futures de gaz à effet de serre. 
Il soutient le bœuf nourri à l'herbe, hors des élevages industriels auxquels il s'oppose vivement, ;« L'ennemi public numéro un est la vache. Mais l'outil numéro un qui peut sauver l'humanité est la vache. Nous avons besoin de chaque vache que nous pouvons remettre sur le terrain. C'est presque criminel de les avoir dans des parcs d'engraissement qui sont inhumains, antisociaux , et écologiquement et économiquement malsains ».
Savory condamne la pratique de la culture sur brûlis en forêts comme dans les prairies. car cette pratique « laisse le sol à nu, libérant du carbone, et pire que cela, brûler un hectare de prairie dégage plus de polluants nocifs que 6 000 voitures. Et on brûle en Afrique, annuellement, plus d'un milliard d'hectares de prairies, et presque personne n'en parle ». Un milliard d'hectares est une superficie supérieure à celle du désert du Sahara.
Un livre, The Grazing Revolution: A Radical Plan to Save the Earth décrit plus en détail la méthode et ses résultats.
Le couple partage son temps entre sa maison d'Albuquerque et un complexe de huttes en terre au toit de chaume établi dans la brousse au Zimbabwe. 
Quand il est en Afrique, Savory marche souvent pieds nus, y compris, devant les caméras, sur des bouses de bovins presque fraiches, montrant qu'il ne les considère pas comme des déchets ou un problème mais comme une partie de la solution à la lutte contre la désertification en zone aride.

## Critiques et controverses
Savory a reçu le Banksia International Award en 2003 et a remporté le Buckminster Fuller Challenge en 2010.
Le prince Charles l'a qualifié d'« homme remarquable » et Joel Salatin a écrit : « L'histoire justifiera Allan Savory comme l'un des plus grands écologue de tous les temps ».
L'aspect paradoxal de sa méthode, et ses affirmations en termes d'effets ont aussi suscité des controverses :
Selon James E. McWilliams dans le magazine Slate, Savory adhère « à des conclusions scientifiquement discutables face à des preuves du contraire » ; 
Face à des déclarations d'éleveurs s'appuyant sur les résultats de Savory pour affirmer que « manger plus de viande pourrait sauver le monde », George Monbiot a dit de lui « ses déclarations ne sont pas étayées par des preuves empiriques et des travaux expérimentaux, et à des égards cruciaux, ses techniques font plus de mal que de bien ». Ce commentaire a toutefois à son tour été critiqué par un article ultérieur publié dans The Guardian par Hunter Lovins sous le titre « Pourquoi George Monbiot a tort : le bétail en pâturage peut sauver le monde ». 
En 2016, une étude publiée à l'Université d'Uppsala estimait que l'augmentation de la capacité de séquestration du carbone envisageable grâce une meilleure gestion des pâturages est sept fois inférieure à celle avancée par Savory. Elle conclut que la gestion holistique des pâturages ne peut pas stopper les changements climatiques comme l'affirme Savory.
En 2017, une autre étude, du Food and Climate Research Network, concluait que les affirmations de Savory à propos de la séquestration du carbone dans les pâturages sont « irréalistes », et contredites par les estimations issues des études revues par les pairs.
Selon Skeptical Science, une telle affirmation est injustifiée, la capacité de séquestration du carbone des terres étant trop limitée et les émissions de méthane liées au bétail trop importantes . En outre le maintien de troupeaux denses de bovins, ovins ou caprins en zone aride exige des pompages afin de les abreuver.

### Vidéographie
- « Allan Savory - The Importance of Managing Holistically - Live at Groundswell 2019 (v2) » (consulté le 10 juillet 2021)
- « Running out of Time - Documentaire sur la gestion holistique (mis en ligne le 1er mai 2018) » (consulté le 10 juillet 2021)
- « Allan Savory Presenting at Harvard Law School (mis en ligne le 8 janv. 2014) » (consulté le 10 juillet 2021)
- « Allan Savory: Hope for Reversing Desertification and Climate Change - What You Can Do (mis en ligne le 4 oct. 2018) » (consulté le 10 juillet 2021)